# Большой вандейский гриффон
Большой вандейский гриффон (фр. grand griffon vendéen) — охотничья порода собак, выведенная во Франции и существовавшая уже в XVI веке.
Возможные предки породы — «белая собака короля» (греффир), бретонский рыжий гриффон, «серая собака короля Людовика Святого» и брешский гриффон.
Большой вандейский гриффон — первый и самый крупный из вандейских гриффонов. Он участвовал в выведении других, меньших, пород: вандейский бассет-гриффон (малый и большой), средний вандейский гриффон.
Стандарт утверждён в 1969 и 1976 гг.

## Характеристика породы
Выносливая, настойчивая, энергичная и упрямая собака.

## Содержание и уход
Наиболее приспособлен к жизни в сельской местности. Требуются пространство и большая физическая нагрузка. Необходимо регулярно чистить шерсть щеткой и осматривать уши.